# Uroxys dilaticollis
Uroxys dilaticollis är en skalbaggsart som beskrevs av Blanchard 1846. Uroxys dilaticollis ingår i släktet Uroxys och familjen bladhorningar. Inga underarter finns listade i Catalogue of Life.